# 赵刚 (1946年)
赵刚（1946年—），吉林大安人，中国人民解放军将领。 
毕业于西安政治学院英语专业、法律专业，是中國共產黨党员。2005年，授予中国人民解放军中将，曾任中国人民解放军国防大学副校长。2008年起担任全国人大代表。